# Yédisch-Daïtsch
Le judéo-alsacien ou Yédisch-Daïtsch est le parler des Juifs alsaciens. Il fait partie de l'ensemble yiddish dont il représente la variante occidentale. Comme les autres langues juives, il est composé d'un important substrat de mots et d'expressions en hébreu et en araméen. La syntaxe ainsi que la morphologie est celle des langues germaniques, notamment l'alsacien, dialecte haut allemand et alémanique. Le lexique comprend environ 70 % d'allemand. À la différence du yiddish oriental, il ne comporte pas de substrat slave. En revanche, il contient un important substrat issu des langues romanes, ainsi que des mots français. 

## Présentation historique
La population juive alsacienne originellement germanophone a vu arriver au XIIIe siècle des Juifs francophones et des Juifs de Franconie et de Souabe qui ont influencé le parler des Juifs alsaciens qui ont été forcés de se retrancher progressivement de la vie de leur entourage, du fait de l'enfermement dans les ghettos ou du refoulement des centres urbains vers quelques campagnes isolées.     
Le judéo-alsacien est une variante du yiddish parlé dans toute l'aire alémanique et plus particulièrement du yiddish de l'ouest. C'est jusqu'au milieu du XIXe siècle la langue domestique des juifs alsaciens parlée en famille, avec l'entourage proche ou à la synagogue. Quelques voisins chrétiens pouvaient aussi le parler comme les bouchers qui commerçaient avec les maquignons juifs ou quelques paysans. Quelques mots du judéo-alsaciens[Quoi ?] et même d'hébraïsmes, peut-être deux cents, sont même passés dans l'alsacien. Ces hébraïsmes sont listés sur le site du judaïsme d'Alsace et de Lorraine.  
Le judéo-alsacien connut dès le premier quart du XIXe siècle, avant même l'alsacien, la désaffection des Juifs qui voulaient s'intégrer à la culture occidentale, française ou allemande. Cette désaffection s'accéléra après la fin de la première Guerre mondiale.
Contrairement au yiddish qui est devenu une langue écrite (avec l'alphabet hébreu) et qui survit au XXIe siècle, le judéo-alsacien est en voie d'extinction, d'où l'entreprise de Louis Uhry aboutie en 1981 d'en consigner l'essentiel par écrit.

## Présentation linguistique
Le judéo-alsacien diffère en premier lieu de l'alsacien du fait qu'aux voyelles longues de l'alsacien correspondent en judéo-alsacien des diphtongues : ainsi "hüs" (maison) en alsacien a comme pendant en judéo-alsacien (et en allemand) Haus ou win (vin) en alsacien correspond à Wein en judéo-alsacien et en allemand. Inversement, le judéo-alsacien comme l'alsacien a conservé certaines voyelles courtes comme ledder (cuir) opposé au Leder allemand. De même, judéo-alsacien et alsacien prononcent avec un u français les mots où l'allemand prononce le u comme ou en français[pas clair].    
Pour les pluriels, le judéo-alsacien adopte en les simplifiant les désinences hébraïques pour les mots venant de l'hébreu et les désinences allemandes pour ceux venant de l'allemand.  
Le vocabulaire judéo-alsacien se caractérise par des mots d'origine allemande (65 à 70 %) ou hébraïque (pour ceux ayant rapport avec la religion). Pour ces derniers, la prononciation se rapproche de celle pratiquée traditionnellement par les ashkénazim plutôt que de celle de l'hébreu moderne. Ainsi, on parlera de schawes pour le chabbat. Plus rarement, on trouve des mots d'origine française ou romane (10 à 15 %) comme fremsel pour vermicelles et quelques mots viennent même du latin comme bensche qui désigne la prière après le repas, du mot latin benedicite.
Le judéo-alsacien n'étant pas une langue écrite, il n'existe pas de littérature judéo-alsacienne. Il faut toutefois citer le poète alsacien et juif Claude Vigée, qui avait appris le judéo-alsacien de son grand-père maternel de Seebach et dont on peut lire, traduit en français, un texte qu'il dit lui-même en judéo-alsacien. Il y évoque ainsi le judéo-alsacien : « En vérité, c'est crime et pitié qu'une aussi belle langue ne soit plus parlée qu'en secret, avec un demi-sourire, par des rares chefs de famille comme vous et moi. Nous n'avons vraiment rien à en cacher, au contraire, il faudrait citer en exemple ce gracieux idiome à la juiverie entière, d'un bout à l'autre de l'univers que Dieu a fait. Mais ce sont là de vains souhaits : même notre jargon juif est devenu la proie de l'exil. »

### Sources et bibliographie
- Paul Lévy, « Structure du parler judéo-alsacien. » Revue trimestrielle du FSJU-Strasbourg, octobre 1954, N° 9 3e année, 1954, lire en ligne
- Louis Uhry, Un parler qui s'éteint : le judéo-alsacien, 1981, disponible auprès de l'Œuvre de secours aux enfants, présentation par Jacob Kaplan, préface par Freddy Raphaël